# Annika Johannessen
Annika Johannessen (født 17. marts 1963 i Thorshavn) er en færøsk-dansk skuespiller. Hun er datter af instruktøren Eyðun Johannessen og Tove Jakobsen og er skuespilleren Olaf Johannessens søster. Hun gik på Århus Teaters Teaterskole fra 1984 til 1987 og blev uddannet skuespiller i 1987. Derefter arbejdede hun ved Aarhus Teater fra 1987 til 1990. Fra 1990 til 2004 var hun tilknyttet Det Kongelige Teater i København. Siden 2004 har hun skiftet imellem at arbejde freelance og at være hjemme hos børnene. Hun har fire børn.

## Karriere

### Film og fjernsyn

#### TV-film
- 1994 - Bryllupsfotografen - Pernille Berg, Daniels ekskone

#### TV-serier
- 1990 Kirsebærhaven 89 - Joan Nicolaisen (4 episoder)
- 1999 Morten Korch - Ved stillebækken - Jutta Dale (1 episode)
- 2011 Buzz Aldrin, hvor ble det av deg i alt mylderet? (3 episoder)[4]
- 2013 Rytteriet II - Psykolog (2 episoder)

#### Novelle- og kortfilm
- 1993 Luischen af Susanne Bier, efter novelle af Thomas Mann, 47 min.[5]
- 1997	Drengen i himlen - Moderen

### Teater

#### Det Kongelige Teater
- 1990	Käthchen fra Heilbronn
- 1990	Lysthuset
- 1990	Skærmydsler - Ellen
- 1991	Drømme og stål
- 1991	Roberto Zucco
- 1992	Blodbryllup - Bruden
- 1992	Den indbildt syge - Louison, Argans datter
- 1992	Fruen fra havet
- 1992	Sabina
- 1993	Det åbne land
- 1993	Kjartan og Gudrun - Ingeborg
- 1994	Et vintereventyr
- 1994	Livet er en drøm - Rosaura
- 1995	Arkadien - Den unge pige
- 1995	Kirsebærhaven
- 1996	Flammer
- 1997	Kjarten og Gudrun
- 1998	Smukke kvinder med ...
- 1999	Der var engang - Prinsesse af Illyrien
- 1999	Don Carlos - Elisabeth af Valois
- 1999	Sparekassen - Antonie

#### Det Kongelige Teater / Baron Bolten
- 1993	Fødselsdagsselskabet
- 1995	Ph-værdi 3
- 1995	Uidentificerede menneskerester...
- 1996	Skylight - Kyra Hollis

#### Det Kongelige Teater / Turbinehallerne
- 1998	Rabenthal
- 2000	Familiehistorier.beograd - Nadezda, hund
- 2000	Renset - Grace
- 2001	Anna Sophie Hedvig - Ung pige / Fru Rasmussen
- 2001	Peer Gynt - Solveigs mor / M. Ballon
- 2001	Strygekvartet i C-mol - Irina, 1. violin
- 2003	Casanova - Kate

#### Friluftsteatret i Dyrehaven
- 1999	Der var engang	Prinsesse af Illyrien[6]

#### Aarhus Teater
- 1980	Samfundets støtter
- 1988 Lykke Peer[7]
- 1990	Vildanden - Hedvig

#### Odense Teater
- 2015 - Rita Schuster i De store hunner på Odense Teater, efter Theresia Walser[8]

#### På Færøerne
- 2014 - Tóm rúm - Moderen, Tjóðpallur Føroya, efter Marjun Syderbø Kjelnæs[9]
- 2014 - Stovugenturnar - Madame, Kommandørhuset i Thorshavn[10]

## Priser, legater mm.
- 1993 - Modtog Henkel-prisen[11]
- Legat fra Ole Haslunds Kunstnerfond[12]
- 2015 - Legat fra Georg Philipps Fond[13]